# Sumberasri (Nglegok)
Sumberasri is een bestuurslaag in het regentschap Blitar van de provincie Oost-Java, Indonesië. Sumberasri telt 8813 inwoners (volkstelling 2010).